# Туманність Кільце
Туманність Кільце (також знана як NGC 6720 та Мессьє 57) знаходиться в сузір'ї Ліри. Це один з найвідоміших прикладів планетарних туманностей — газової оболонки навколо центральної зорі. Оболонка складається в основному з атомів водню та гелію, що знаходяться в іонізованому стані завдяки ультрафіолетовому випромінюванню центральної зірки. Атоми різних елементів випромінюють світло різних довжин хвиль, причому найчастіше в заборонених лініях. Скраю туманність має червоний колір, який випромінюється азотом, сіркою і воднем, ближче до центру зелений і блакитний кольори дають водень та іонізований кисень, а синій колір в центрі кільця випромінює іонізований гелій. Такий розподіл кольорів пояснюється тим, що інтенсивність випромінювання і температура газу падають при віддаленні від центральної зірки. 

## Історія відкриття
Туманність була відкрита Антуаном Дарко де Пелепуа в 1779 р.

## Цікаві характеристики
«Туманність Кільце» має вигляд злегка витягнутого кільця, що лежить навколо центральної зірки. Радіус туманності становить близько третини світлового року. Якщо припустити, що туманність безперервно розширювалася, зберігаючи нинішню швидкість 19 км/с, то її вік можна оцінити приблизно в 5500 років.
Туманність перебуває на відстані 0.61 кілопарсек (2000 світлових років) від Землі. М57 підсвічується білим карликом з видимою зоряною величиною 15,8. Він був відкритий в 1800 році Фрідеріком фон Ханом.

## Спостереження
Планетарна туманність «Кільце» — один з найпопулярніших об'єктів аматорських астрономічних спостережень. І ця популярність заслужена. Туманність яскрава, добре видима навіть в умовах міської засвітки, доступна для спостережень майже в будь-який час року (хоча краще всього влітку), має характерну форму, незвичну для об'єктів далекого космосу.
М57 може бути знайдена між γ і β Ліри навіть в потужний бінокль. Вона видима як еліптична плямочка з досить різкими краями. У телескоп помірної апертури (80-127 мм) при великому збільшенні добре помітно падіння яскравості в центрі туманності, що робить М57 схожим на овальне кільце диму. Знавці медичних мікроскопічних спостережень говорять, що М57 схожа за виглядом на еритроцит.
Центральна зірка, яка підсвічує туманність, дуже тьмяна — всього 15m і для того, щоб її побачити, потрібен дуже солідний інструмент апертурою не менш 400—450 мм. Деякі спостерігачі стверджують, що така велика апертура дозволяє вловити різницю в колірному тоні внутрішньої і зовнішньої частини кільця (зеленувата і рожева). Такий же телескоп буде потрібно, щоб на межі його проникнення помітити в чотирьох-п'яти кутових хвилинах на північний захід від М57 притлумлену галактику IC 1296 яскравістю 14.3m.

## Зображення

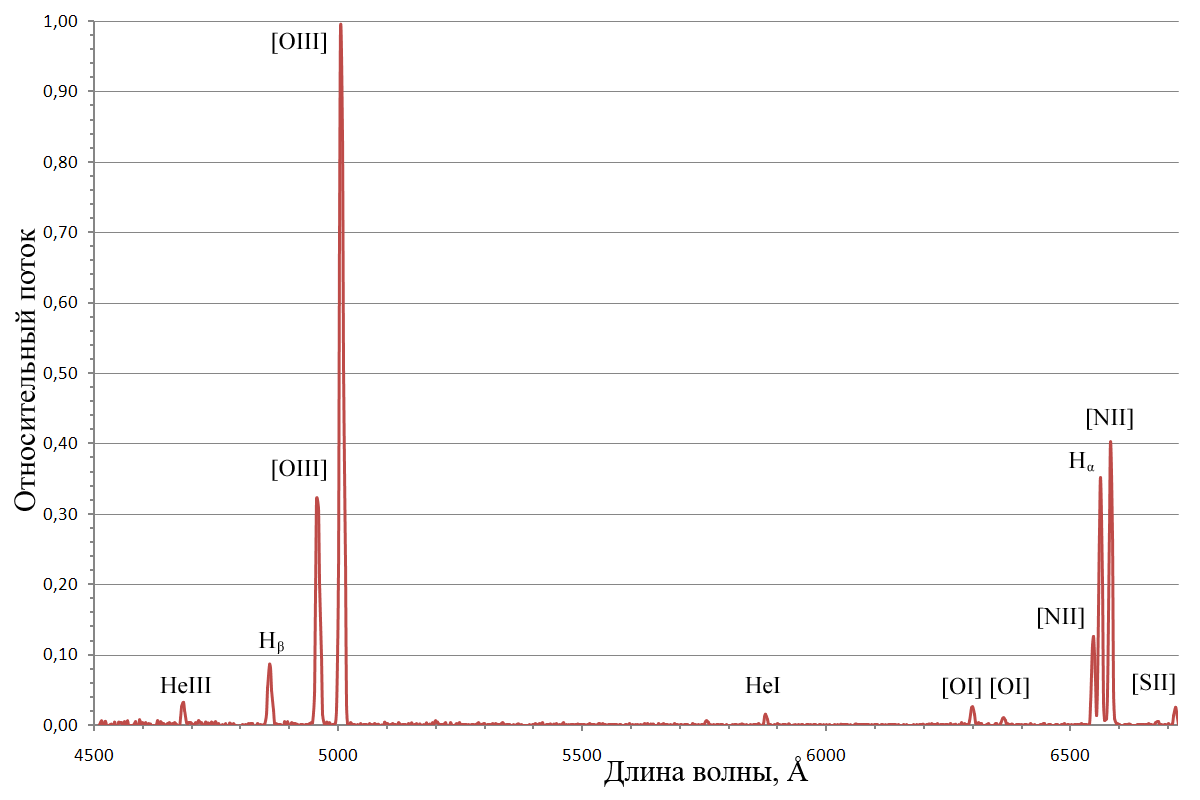
Спектр туманності. Видно лінії водню, гелію, кисню, азоту та сірки

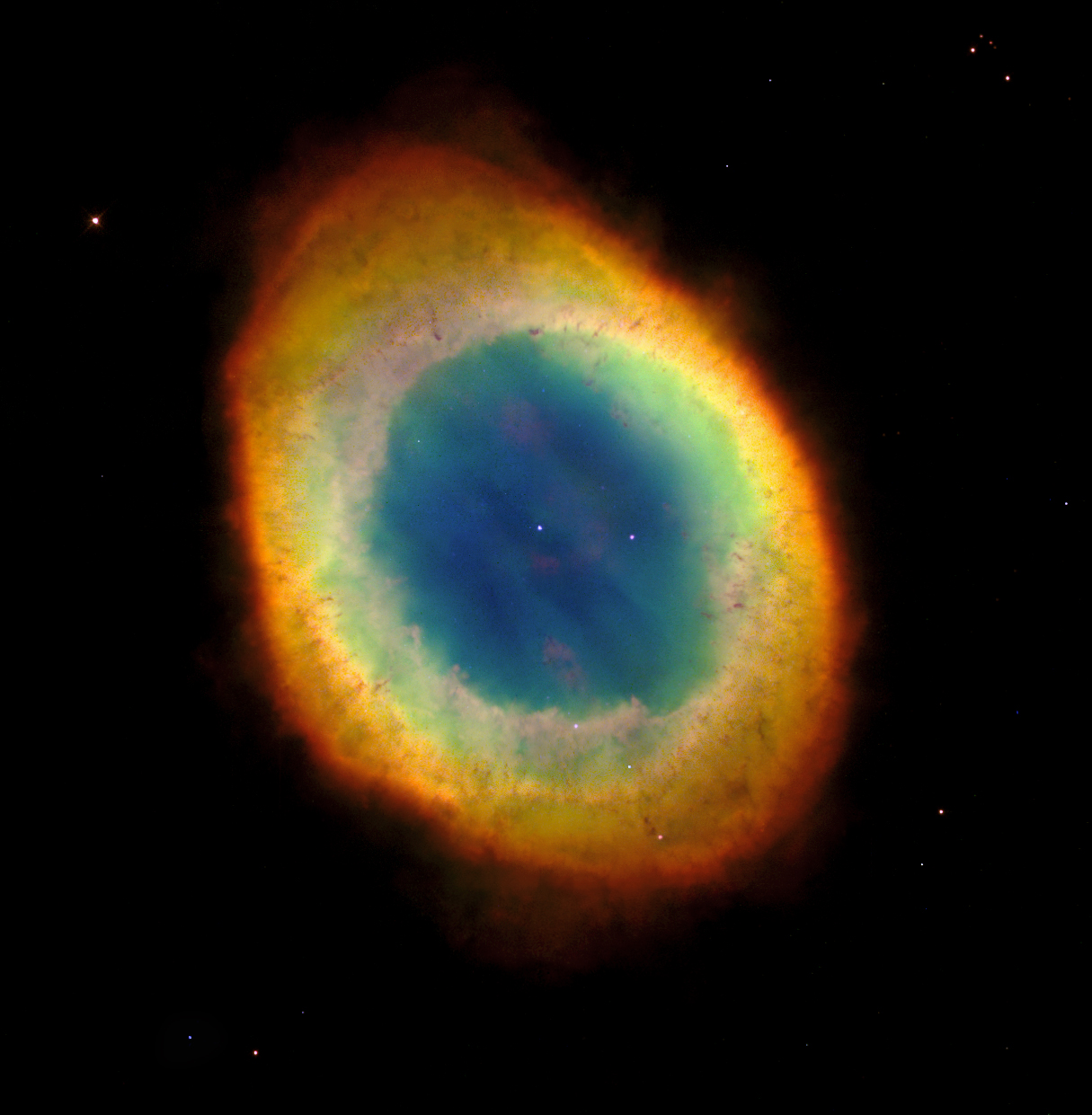
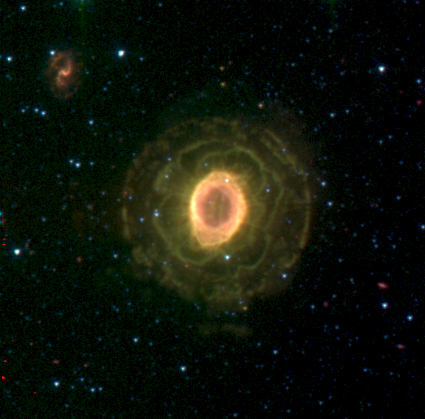
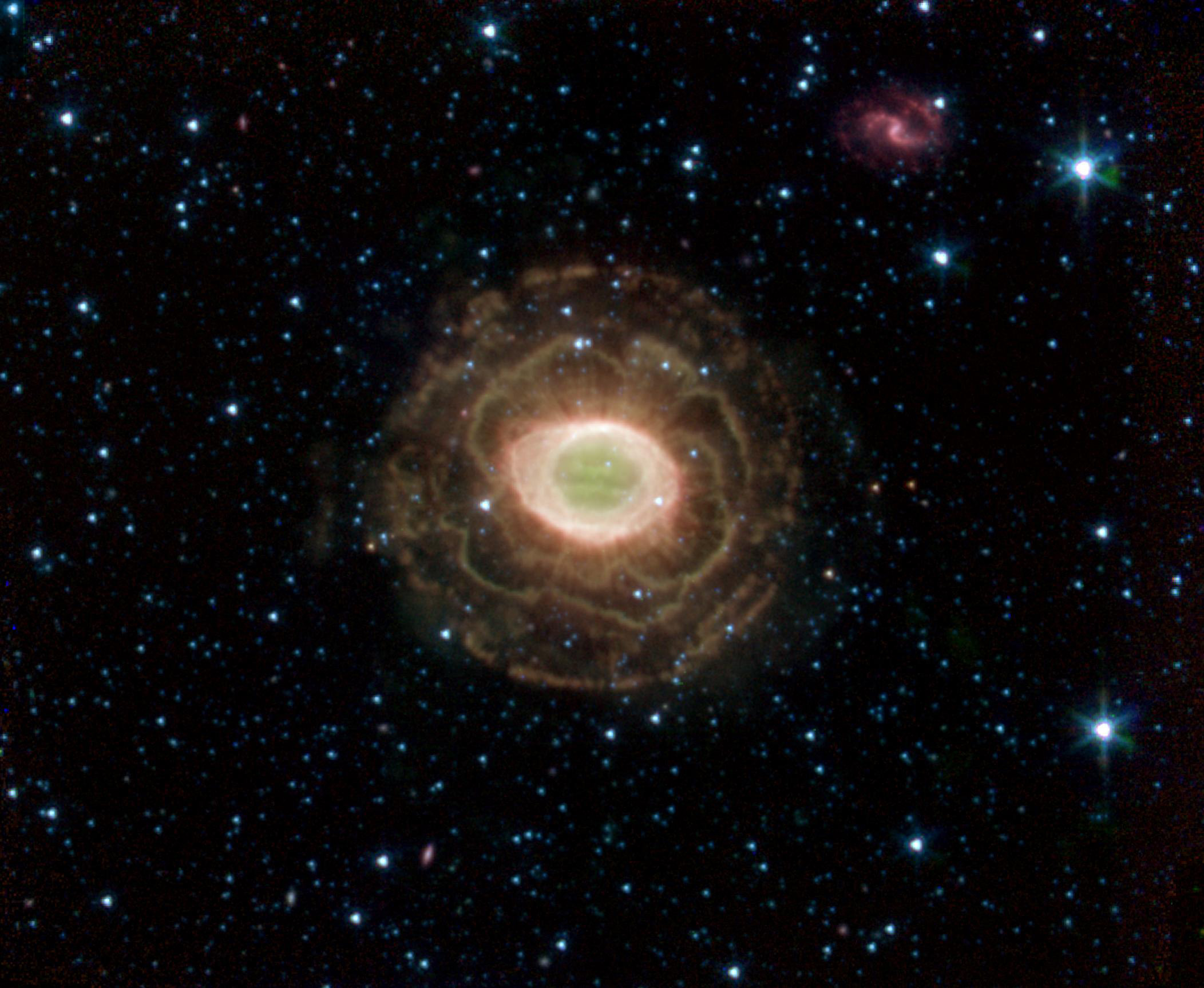
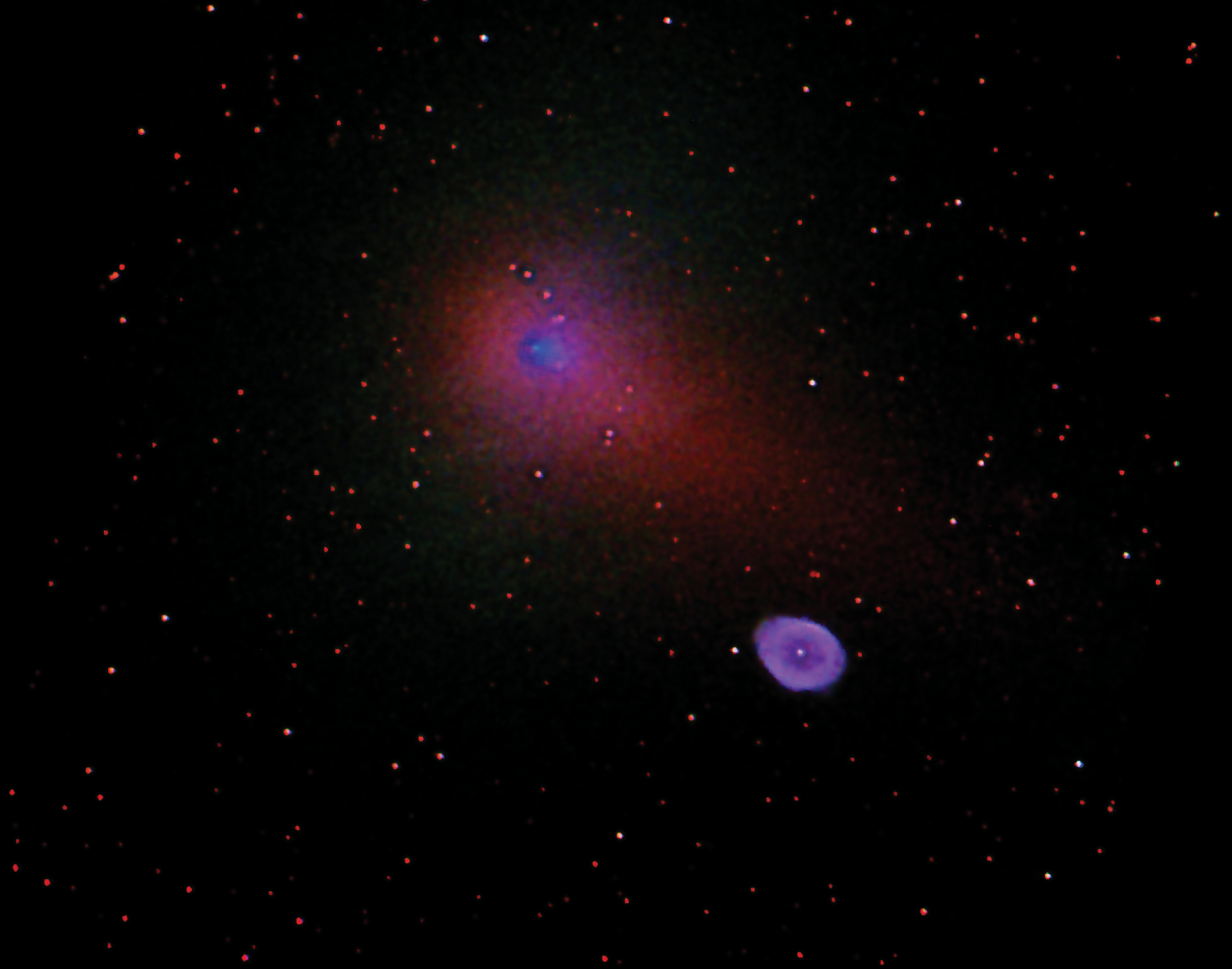
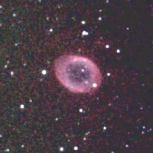
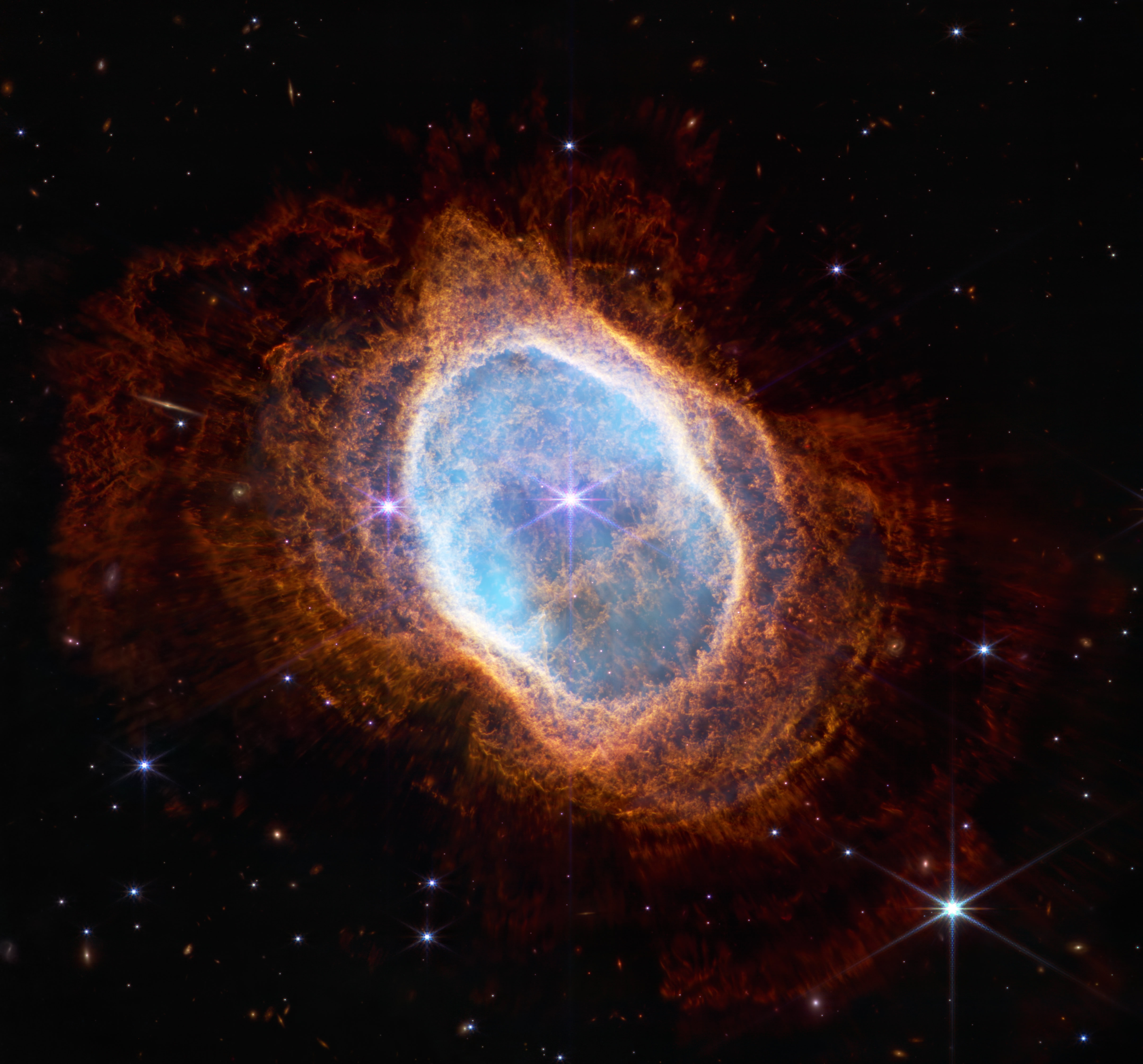
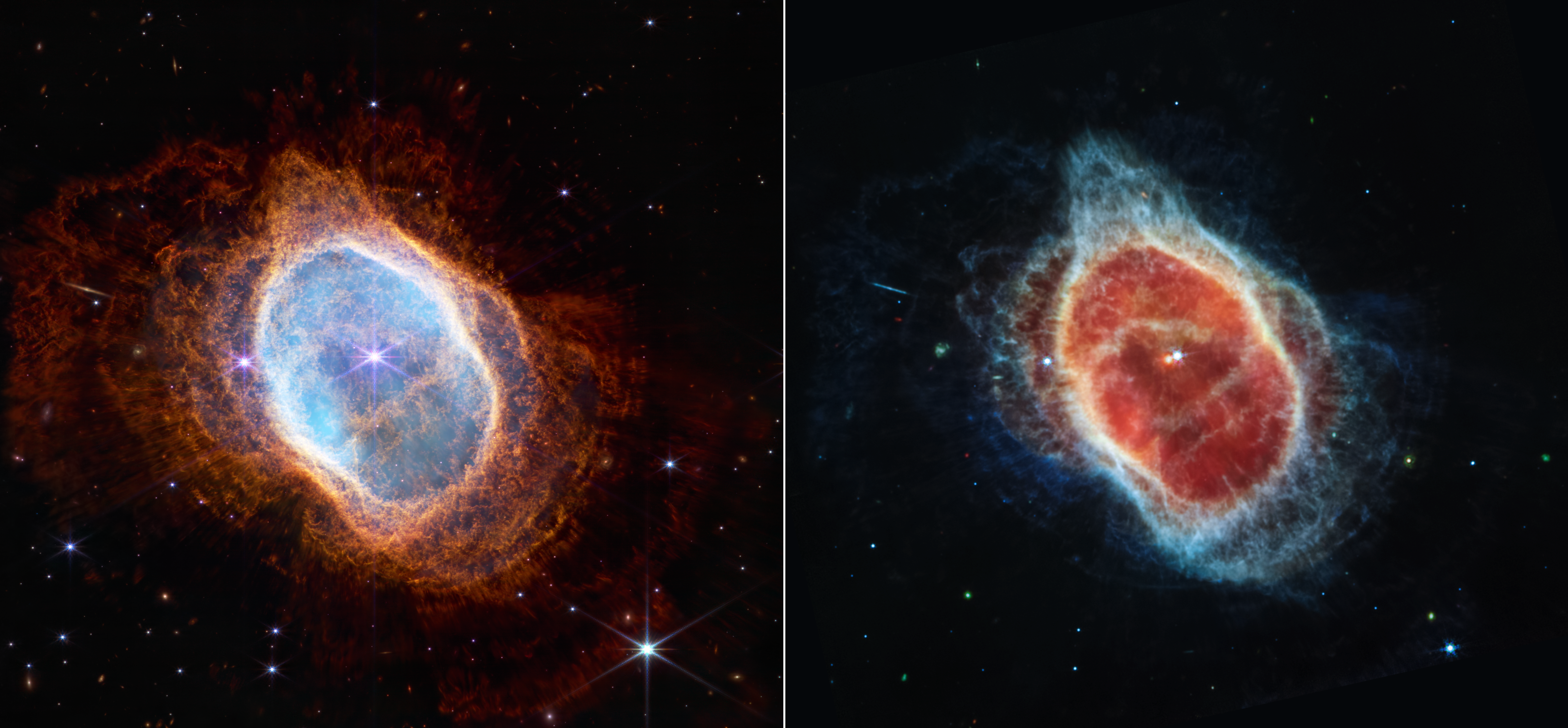

### Сусіди по небу з каталогу Мессьє
- M56 — (на південний схід, у напрямку на β Лебедя) неяскраве кулясте скупчення;
- M29 — (на схід, в Лебедя) небагате розсіяне скупчення;
- M13 — (на захід, в Геркулесові) знамените Кулясте Скупчення Геркулеса;
- M92 — (на північний захід, у Геркулесі) ще одне кулясте скупчення;

### Послідовність спостереження в «Марафоні Мессьє»
… М92 → М5 →М57 → М12 → М10 …

## Новігатори
Координати:  18г 53м 35.079с, +33° 01′ 45.03″